# 7455 Podosek
7455 Podosek è un asteroide della fascia principale. Scoperto nel 1981, presenta un'orbita caratterizzata da un semiasse maggiore pari a 2,8488719 UA e da un'eccentricità di 0,0140961, inclinata di 2,39819° rispetto all'eclittica.